# Katja Demut
Katja Demut (née le 21 décembre 1983 à Schmölln) est une athlète allemande spécialiste du triple saut.
Elle remporte cinq titres de championne d'Allemagne en 2003 et de 2007 à 2010, et deux titres en salle en 2007 et 2009.
Début 2011, à Chemnitz, Katja Demut améliore le record d'Allemagne en salle du triple saut en atteignant la marque de 14,45 m, avant de réussir 14,47 m quelques jours plus tard à Düsseldorf.

## Records
| Épreuve                 | Performance | Lieu       | Date            |
| ----------------------- | ----------- | ---------- | --------------- |
| Triple saut (plein air) | 14,57 m     | Wesel      | 13 juin 2011    |
| Triple saut (salle)     | 14,47 m     | Düsseldorf | 11 février 2011 |